# André-Michel Guerry
Pour les articles homonymes, voir Guerry.

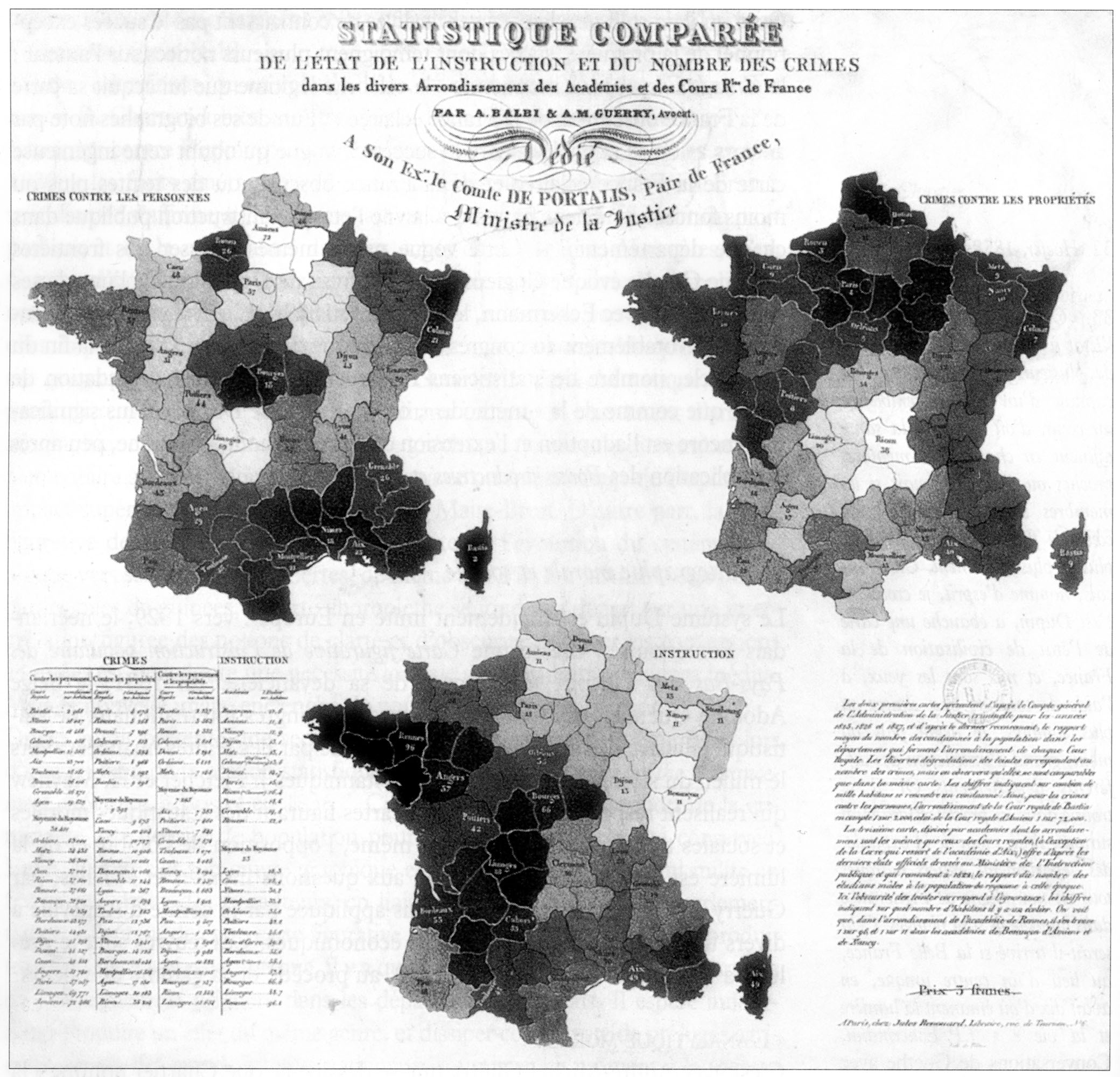
Adriano Balbi et André-Michel Guerry reprennent la carte choroplèthe de Charles Dupin pour faire des cartes choroplèthes comparées de l'instruction et du nombre de crimes.

André-Michel Guerry est un statisticien et juriste français, né le 24 décembre 1802 à Tours et mort le 9 avril 1866 dans le 5e arrondissement de Paris.
Avec Adolphe Quetelet, il est considéré comme le fondateur de la « statistique morale », discipline à l'origine du développement de la criminologie, de la sociologie et des sciences sociales.

## Biographie

### Formation
André-Michel Guerry était le fils unique d'un promoteur immobilier, Michel Guerry ; il fréquenta le Collège Impérial de Tours (actuel lycée Descartes) de 1817 à 1820, puis étudia le droit à l’Université de Poitiers. Vers 1824-1825, il monte à Paris et est reçu au barreau avec le titre d'avocat royal. Peu après, il était nommé au Ministère de la Justice. Guerry se consacra au dépouillement de la première enquête nationale menée par l’Office Général d’administration de la justice criminelle pour en tirer les premières statistiques criminelles centralisées du pays. Guerry se passionne tant pour ce travail et pour les perspectives qu'il paraissait ouvrir à la découverte de lois empiriques régissant les sociétés, qu'il en délaissa son métier de juge et consacra le reste de sa vie à la criminologie dans ses relations avec les autres variables sociales.

### Des statistiques morales à la criminologie

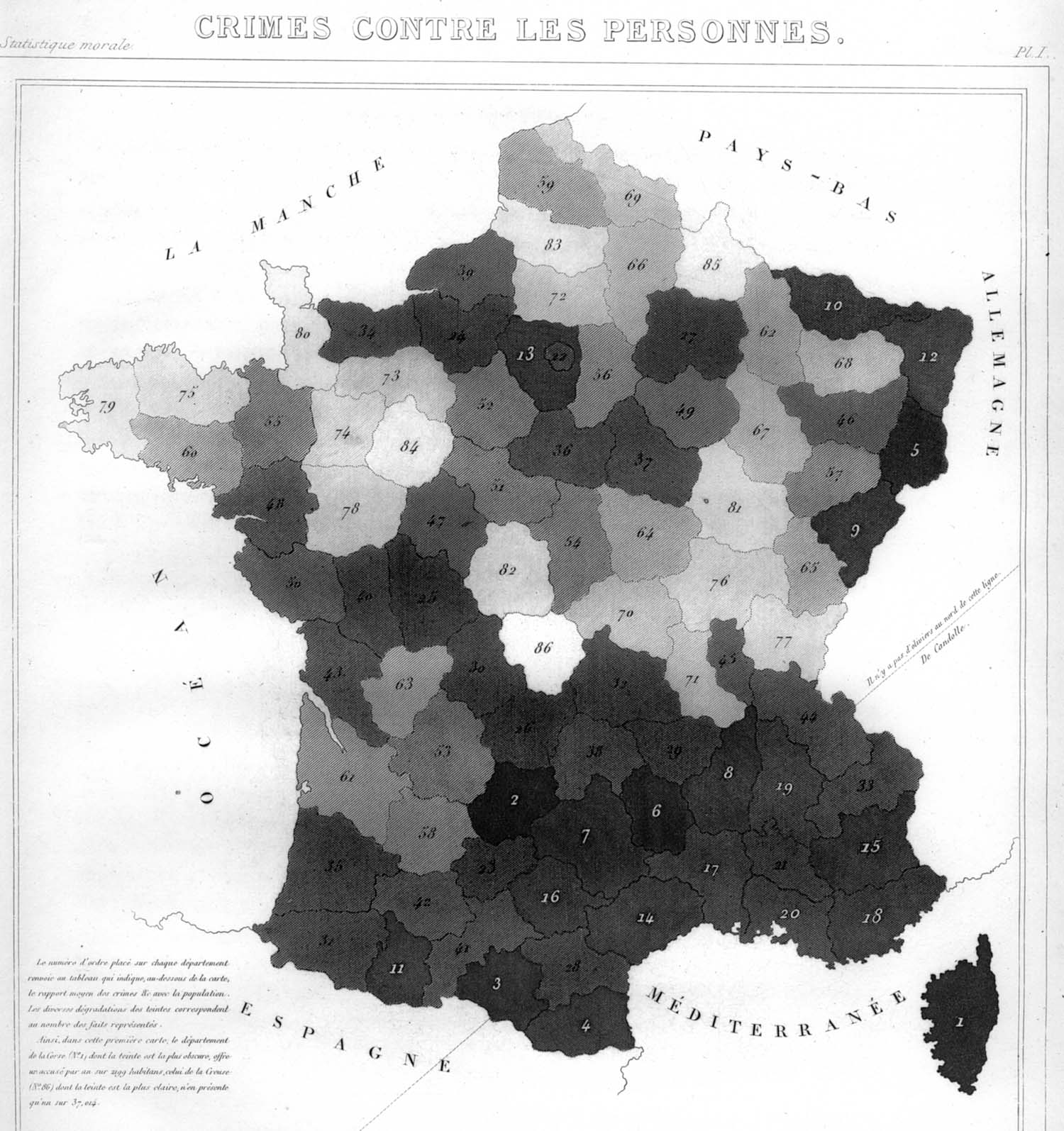
Carte de France des crimes contre les personnes
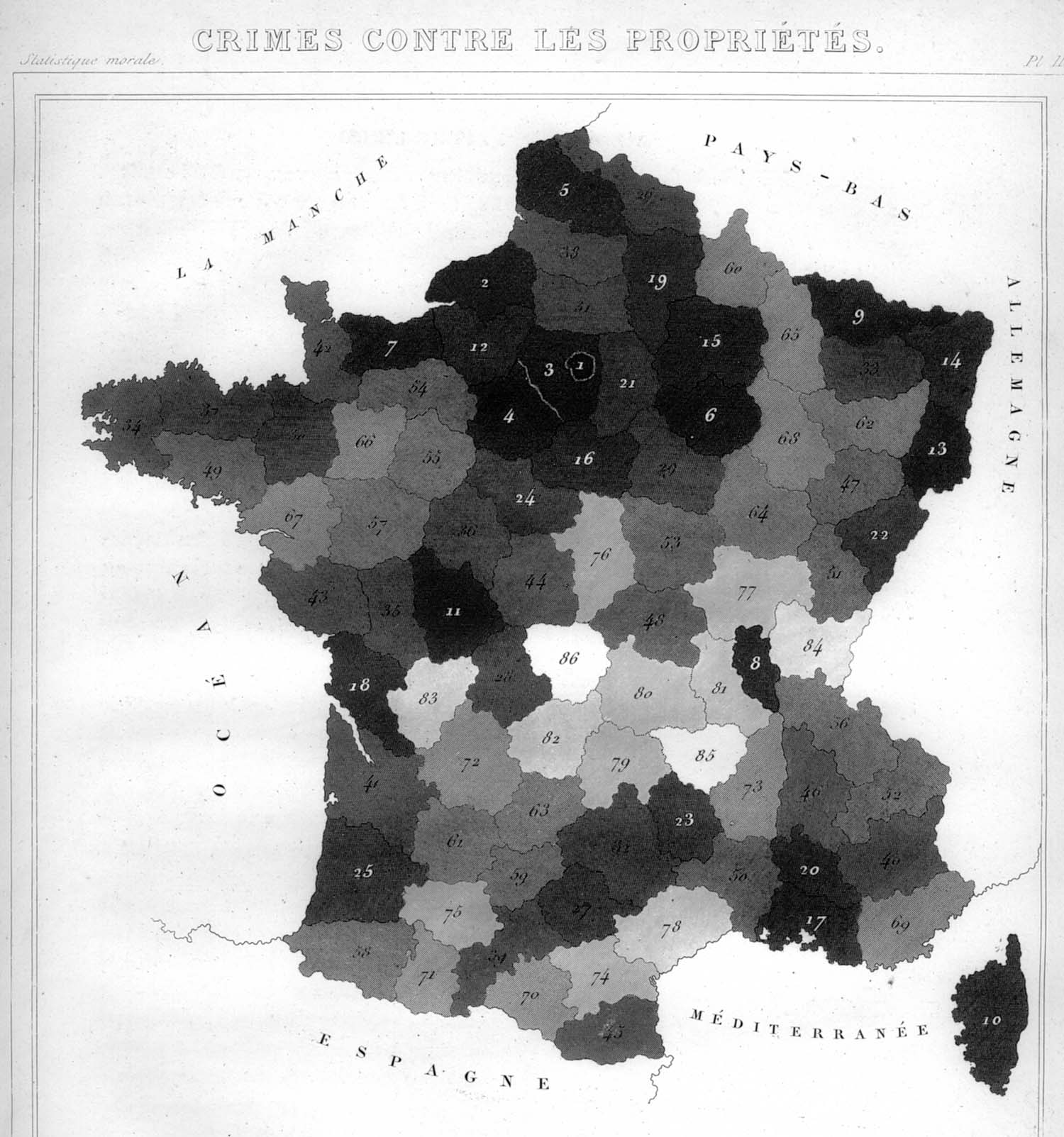
Carte de France des crimes contre les propriétés
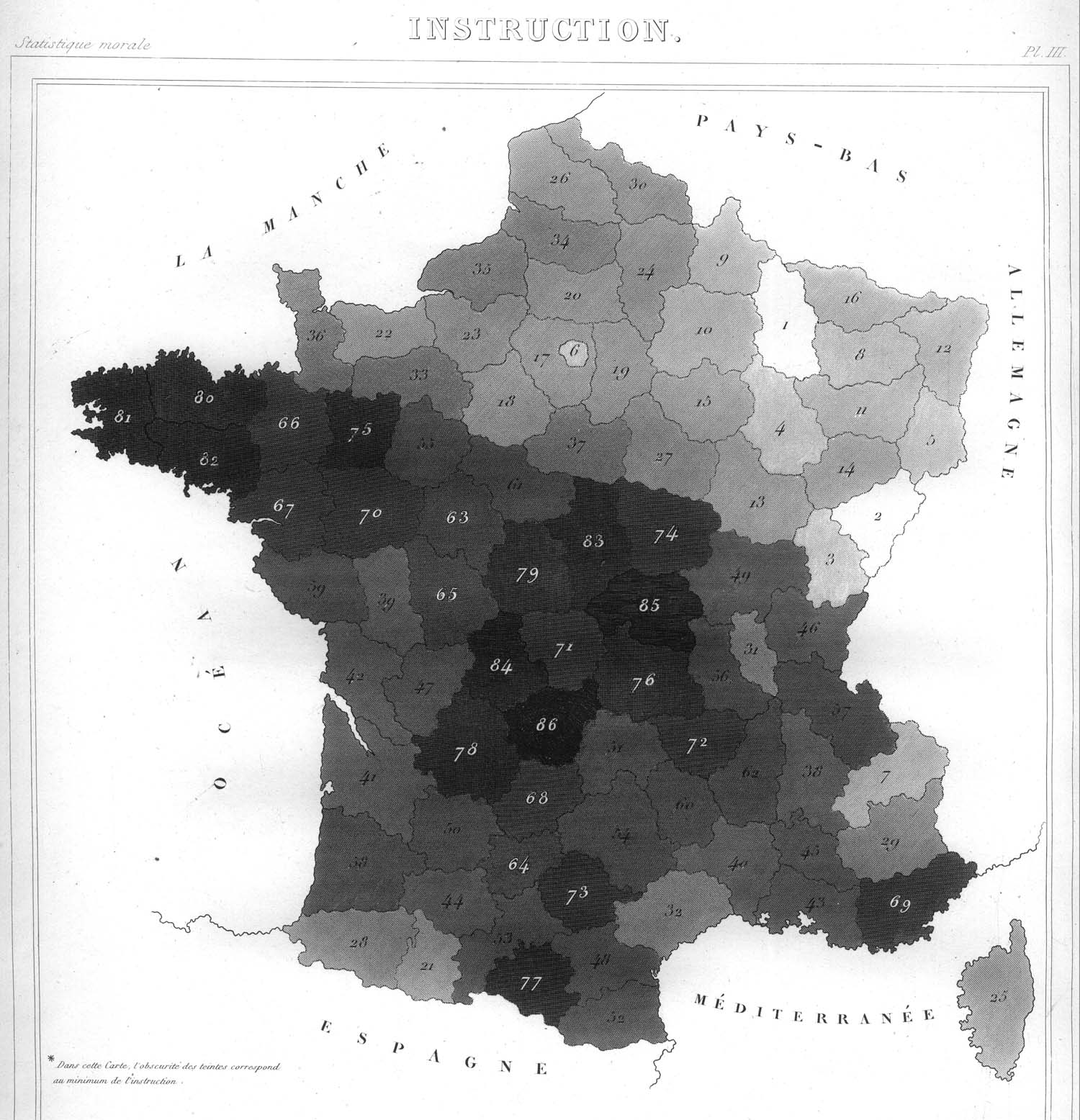
Carte de France de l'instruction
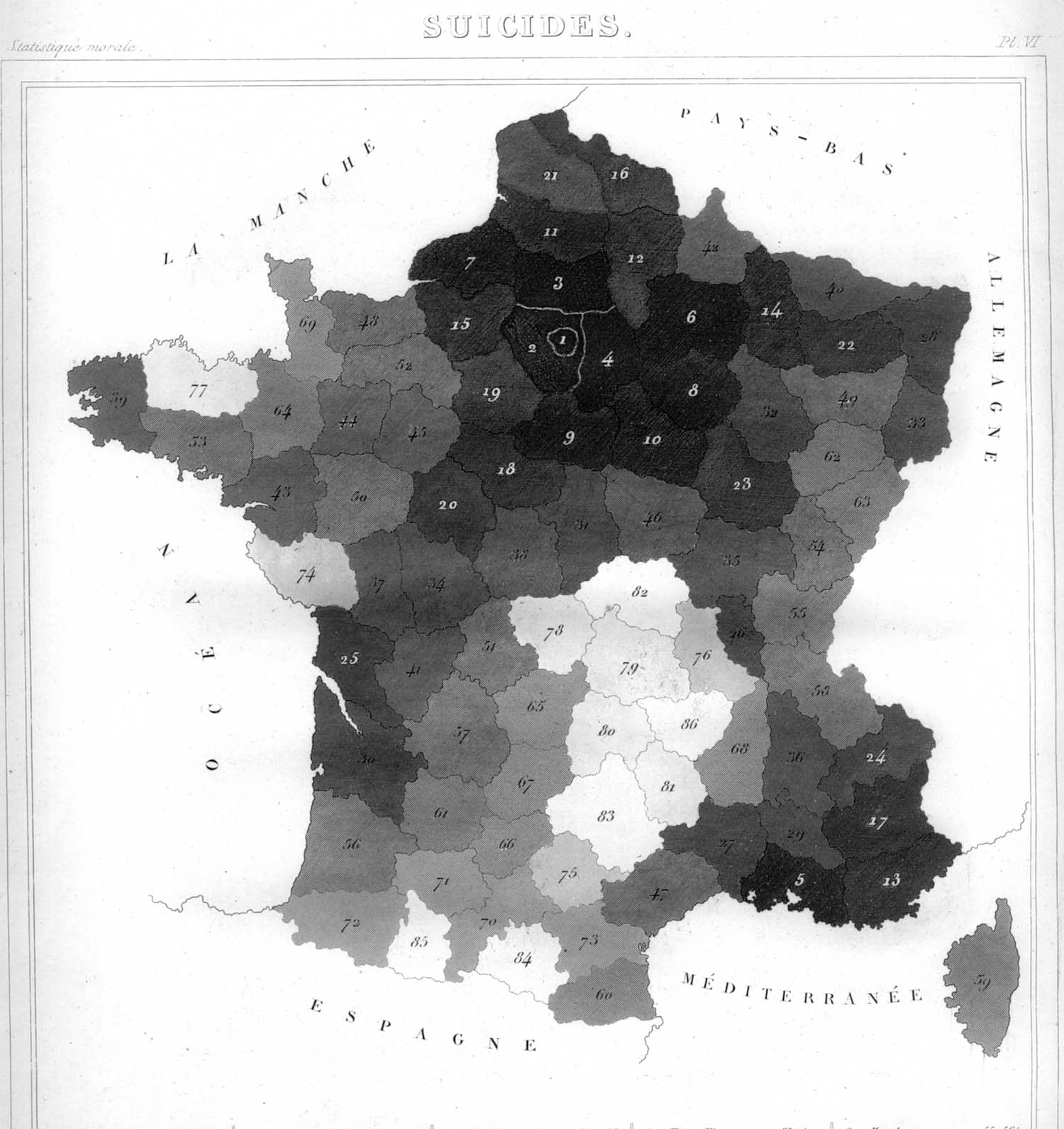
Carte de France des suicides

Le premier travail de Guerry sur ce qu'il allait bientôt appeler les statistiques morales était une grande affiche comportant trois cartes de France en couleurs préparées avec l’aide du géographe vénitien Adriano Balbi en 1829. Elles représentaient les départements français coloriés d'après le nombre de crimes contre les personnes, les atteintes à la propriété, et le taux d'alphabétisation. Ces cartes, dites choroplèthes, venaient d'être inventées en 1826 par le baron Charles Dupin.
Guerry est principalement connu pour son « Essai sur la statistique morale de la France », présenté à l'Académie des Sciences le 2 juillet 1832 et publié en 1833 après avoir été couronné du Prix Montyon pour les statistiques. Par de multiples tableaux et cartes thématiques, l’auteur entend démontrer que la criminalité et le taux de suicide demeurent remarquablement stables à travers les époques, que l’on ventile les résultats par catégorie d'âge et de sexe, par région de France ou même par saison de l'année ; et cela, en dépit du fait que les quantités fluctuent beaucoup d'un département à l'autre. La régularité de ces nombres sociaux laissait entrevoir que les actions humaines sont peut-être régies par des lois semblables aux lois de la physique : ainsi on constate que les régions les plus riches comptent davantage de vols que les régions pauvres ; Guerry en conclut que c'est plutôt la tentation que le besoin qui régit le vol.
Tout au long de sa carrière, Guerry s'intéressa surtout à la recherche de relations entre variables sociales et morales, tels que le taux de criminalité et la richesse, le taux de suicide, les dons aux pauvres, les naissances illégitimes, la répartition par classes d'âge des criminels etc. Les méthodes de la statistique (corrélation et régression) en étant encore à leurs premiers balbultiements, Guerry se borna à des comparaisons graphiques de cartes et à des tableaux semi-graphiques.
En annexe de sa carte de France des taux de suicide par département, Guerry recueillit tous les aveux de suicide retrouvés par la Préfecture de police de Paris au cours de quatre années consécutives et les répertoria selon le motif apparent invoqué par le suicidé ; il s'agit là sans doute de la première analyse de contenu des sciences sociales.

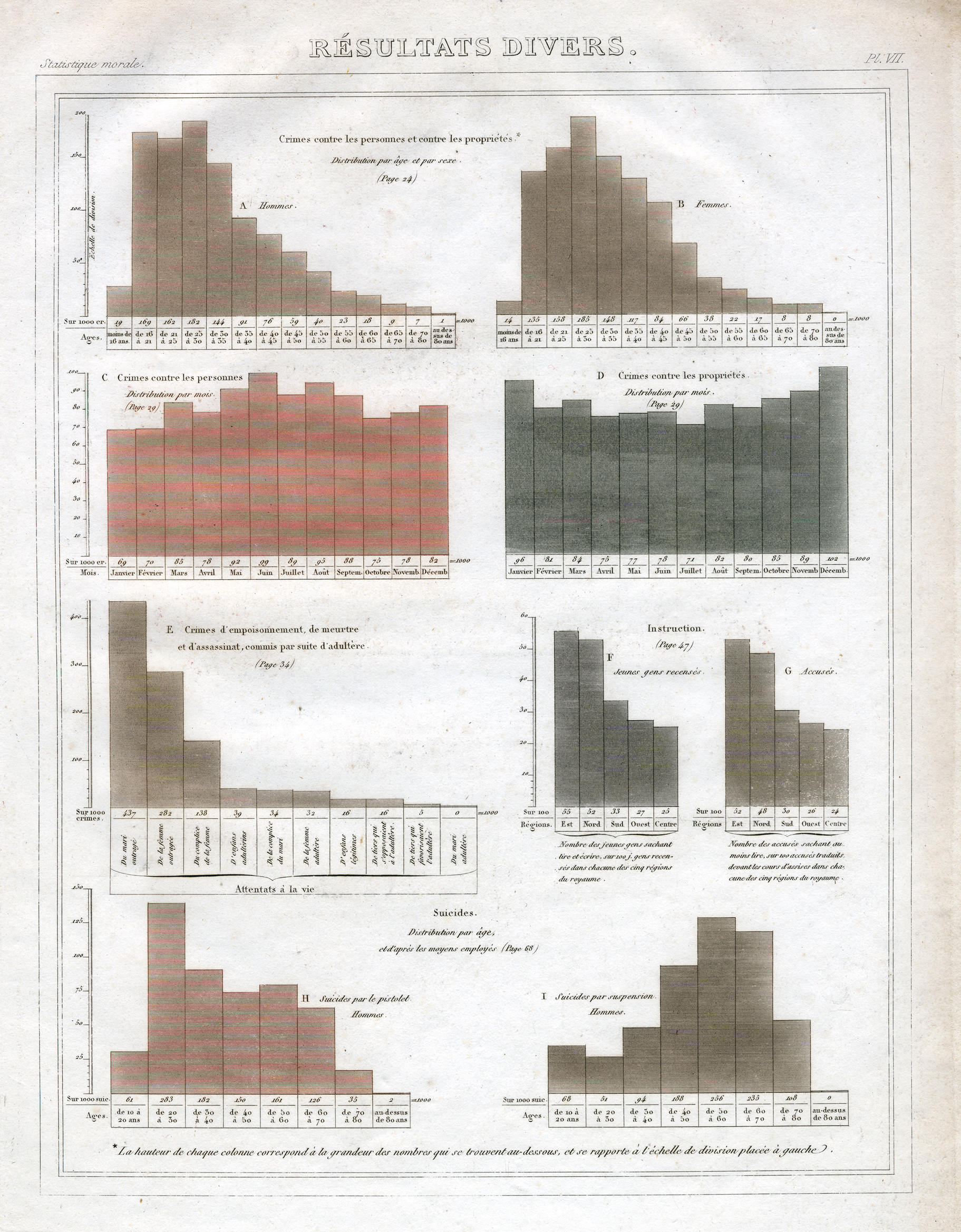
Essai sur la statistique morale de la France, Planche VII, 1833

André-Michel Guerry est l'inventeur de l'ordonnateur statistique, une machine qui permet d'établir des rapports de concordance entre des variables statistiques,.

## Ouvrages
- André-Michel Guerry, « Mémoire sur les variations météorologiques comparées aux phénomènes physiologiques », Annales d'Hygiène Publique et de Médecine Légale,‎ 1829, p. 1-228.
- André-Michel Guerry, Essai sur la statistique morale de la France, Paris, Crochard, 1833 (lire en ligne)
- André-Michel Guerry, Statistique morale de l'Angleterre comparée avec la statistique morale de la France, d'après les comptes de l'administration de la justice criminelle en Angleterre et en France, etc., Paris, J.-B. Baillière et fils, 1864.
- Adriano Balbi et André-Michel Guerry, Statistique comparée de l'état de l'instruction et du nombre des crimes dans les divers arrondissements des Académies et des Cours Royales de France, Paris, 1829.

## Prix et distinctions
- 1861 : Prix Montyon de la statistique[7]